# MINIX fs
 (décembre 2022).
Si vous disposez d'ouvrages ou d'articles de référence ou si vous connaissez des sites web de qualité traitant du thème abordé ici, merci de compléter l'article en donnant les références utiles à sa vérifiabilité et en les liant à la section « Notes et références ».
MINIX fs est le système de fichiers utilisé par l'OS Minix et le premier à avoir fonctionné sous Linux. Créé par Andrew Tanenbaum en 1987, il se base sur le système de fichiers UNIX dont les aspects complexes ont été retirés pour garder une structure simple et compréhensible. Il a de nombreuses limitations (partition de 64 Mo et noms de fichiers de 14 caractères au maximum, un seul horodatage, etc). Néanmoins il reste très appréciable pour les disquettes et les disques RAM.